# 安邱堌堆遗址
安邱堌堆遗址位于中国山东省菏泽市牡丹区佃户屯街道曹楼村的安邱堌堆上，是一处新石器时代至商代的遗址，2001年被列为第五批全国重点文物保护单位。
菏泽地区地处黄河下游冲积平原，平原上分布着一个个突兀隆起、大小不一、高低不等、形状各异的土丘，当地群众称之为堌堆，亦有的称为山，或称为丘。安邱堌堆高出附近地面2.5一3.5米，现存面积约45×55米，文化堆积达4米以上。1976年和1981年，山东省博物馆和菏泽地区文展馆曾分别在此进行过试掘，初步确定了此处为龙山文化和晚商文化遗址。1984年秋，北京大学考古系、菏泽地区文展馆、菏泽市文化馆联合对该遗址进行发掘，发现了龙山文化、岳石文化、早商文化和晚商文化依次叠压的文化层。